# Пол Джаматті
Пол Едвард Велентайн Джаматті (англ. Paul Edward Valentine Giamatti); нар. 6 червня 1967, Нью-Гейвен, Коннектикут, США) — американський актор і продюсер, відомий ролями у фільмах «Нокдаун», «Ілюзіоніст» та іншими, тричі лауреат премії «Золотий глобус» (2009, 2011, 2024; усього 5 номінацій), премії «Еммі» (2008 рік; усього 4 номінації), номінант на премію «Оскар» 2006 та 2024 років.

## Життєпис

### Раннє життя
Пол Джаматті народився 6 червня 1967 року у Нью-Гейвені, штат Коннектикут, США, виріс у сім'ї викладача і ректора університету Анґело Бартлетта Джаматті (англ. Angelo Bartlett Giamatti) і актриси і вчительки Тоні Джаматті (Сміт) (англ. Toni Giamatti (Smith)). Пол спочатку навчався у середній школі «Foot», а пізніше у школі-інтернаті «Чот Розмарі Голл». Після школи вступив до Єльського університету, де отримав диплом магістра образотворчих мистецтв.

### Професійна діяльність
Свою творчу кар'єру Пол Джаматі розпочав 1989 року, виступаючи у театрах, а з 1990 року почав виконувати ролі у мильних операх на телебаченні. 1992 року відбувся кінодебют Пола — він зіграв роль Ларрі Кенайпа у фільмі «Після півночі» (1992).
Першим фільмом, після якого на Джаматті звернули увагу, був «Частини тіла». Також Пол Джаматті зіграв невеликі ролі у «Шоу Трумена», «Врятувати рядового Раяна», «Перемовник».
2006 року був номінований на Премію «Оскар» за найкращу чоловічу роль другого плану за виконання ролі Джо Ґулда у фільмі «Нокдаун».
2023 року зіграв в трагікомедії Александра Пейна «Залишені». За головну роль професора школи-інтерната став фаворитом «сезону кінонагород», вдруге номінувавшись на «Оскар» та вигравши за неї третій «Золотий глобус» та третю премію «Вибір критиків».

### Особисте життя
Пол Джаматті — наймолодша дитина у сім'ї, у нього є старший брат, актор Маркус Джаматті і сестра, Елена, дизайнер ювелірних виробів. 13 жовтня 1997 року Пол Джаматті одружився з сценаристкою Елізабет «Ліз» Коен (англ. Elizabeth "Liz" Cohen), у пари є один син — Семюель.

## Фільмографія

### Акторські роботи
| Рік       |    | Українська назва                        | Оригінальна назва                                                        | Роль                                     |
| --------- | -- | --------------------------------------- | ------------------------------------------------------------------------ | ---------------------------------------- |
| 2023      | с  | 30 срібняків                            | 30 monedas                                                               | Крістіан Барброу (8 епізодів)            |
| 2016—2023 | с  | Мільярди                                | Billions                                                                 | Чак Роудс (84 епізоди)                   |
| 2023      | ф  | Залишені                                | The Holdovers                                                            | Пол Ханем                                |
| 2023      | мс | Підліток Евтаназія                      | Teenage Euthanasia                                                       | Вік (1 епізод)                           |
| 2020—2022 | мс | Рік та Морті                            | Rick and Morty                                                           | Володар історії (2 епізоди)              |
| 2022      | с  | Пізнє шоу зі Стівеном Кольбером         | The Late Show with Stephen Colbert                                       | хакер-анонімус (1 випуск)                |
| 2021      | ф  | Ковток повітря                          | A Mouthful of Air                                                        | д-р Сільвестер                           |
| 2021      | ф  | Круїз по джунглях                       | Jungle Cruise                                                            | Ніло                                     |
| 2021      | ф  | Пороховий коктейль                      | Gunpowder Milkshake                                                      | Нейтан                                   |
| 2020      | мс | Великий рот                             | Big Mouth                                                                | Лайно Ендрю (1 епізод)                   |
| 2019      | с  | Ложа 49                                 | Lodge 49                                                                 | Л. Марвін Метц (4 епізоди)               |
| 2018      | ф  | Здається, ми залишилися одні            | I Think We're Alone Now                                                  | Патрік                                   |
| 2018      | ф  | Білий Клик                              | Croc-Blanc / White Fang                                                  | Beauty Smith (голос)                     |
| 2018      | ф  | Шпигунська гра                          | The Catcher Was a Spy                                                    | Сем Гоудсміт                             |
| 2018      | ф  | Особисте життя                          | Private Life                                                             | Річард Граймс                            |
| 2017      | с  | Удома з Емі Седаріс                     | At Home with Amy Sedaris                                                 | Олгівлі                                  |
| 2017      | с  | Кінь БоДжек                             | BoJack Horseman                                                          | TV BoJack (голос)                        |
| 2016      | ф  | Морган                                  | Morgan                                                                   | доктор Алан Шапіро                       |
| 2016      | ф  | Феномен                                 | The Phenom                                                               | доктор Моблі                             |
| 2016      | ф  | Ретчет і Кланк: Галактичні рейнджери    | Ratchet & Clank                                                          | Дрек (голос)                             |
| 2015      | ф  |                                         | Goldfish                                                                 | Золота рибка (голос)                     |
| 2015      | ф  |                                         | Amboy                                                                    | Amboy / Amgirl                           |
| 2015      | ф  | Просто із Комптона                      | Straight Outta Compton                                                   | Джеррі Геллер                            |
| 2015      | мф | Авріл і підроблений світ                | Avril et le monde truqué / April and the Extraordinary World             | Підзоні (голос в англомовній версії)     |
| 2015      | с  | Джиммі Кіммел у прямому ефірі (телешоу) | Jimmy Kimmel Live!                                                       | фанат                                    |
| 2015      | мф | Маленький принц                         | Le Petit Prince                                                          | викладач академії (голос)                |
| 2015      | ф  | Розлом Сан-Андреас                      | San Andreas                                                              | доктор Лоренс Геєс                       |
| 2014—2015 | с  | Усередині Емі Шумер                     | Inside Amy Schumer                                                       | Присяжний №10 / Бог                      |
| 2015      | кф | Мегатерій                               | Giant Sloth                                                              | доктор Бунвель                           |
| 2014      | тф | Гоук                                    | Hoke                                                                     | Гоук Мослі                               |
| 2014      | ф  | Любов і милосердя                       | Love & Mercy                                                             | доктор Юджин Ленді                       |
| 2014      | ф  | Пані Боварі                             | Madame Bovary                                                            | фармацевт Оме                            |
| 2014      | ф  | Нова Людина-павук 2. Висока напруга     | The Amazing Spider-Man 2                                                 | Алексєй Сіцевич / Носоріг                |
| 2014      | ф  |                                         | River of Fundament                                                       | Пта-нем-хотеп                            |
| 2013      | с  | Абатство Даунтон                        | Downton Abbey                                                            | Гарольд Левінсон                         |
| 2013      | ф  | Порятунок містера Бенкса                | Saving Mr. Banks                                                         | Ральф                                    |
| 2013      | ф  | Ромео і Джульєтта                       | Romeo & Juliet                                                           | брат Лоренцо                             |
| 2013      | ф  | Паркленд                                | Parkland                                                                 | Абрахам Запрудер                         |
| 2013      | ф  | 12 років рабства                        | 12 Years a Slave                                                         | Теофілус Фрімен                          |
| 2013      | мф | Турбо                                   | Turbo                                                                    | Чет (голос)                              |
| 2013      | ф  | Конгрес                                 | כנס העתידנים / Le Congrès / The Congress                                 | доктор Баркер                            |
| 2013      | ф  | Ясність б'є                             | All Is Bright                                                            | Денніс                                   |
| 2012      | кф |                                         | Enduring Legacy                                                          | Джон Адамс (голос)                       |
| 2012      | ф  | Рок на віки                             | Rock of Ages                                                             | Пол Джілл                                |
| 2012      | ф  | Космополіс                              | Cosmopolis                                                               | Бенно Левін                              |
| 2012      | ф  | Ернест і Селестина                      | Ernest et Célestine / Ernest & Celestine                                 | Пацюк-суддя (голос в англомовній версії) |
| 2012      | ф  | У фіналі Джон помре                     | John Dies at the End                                                     | Arnie Blondestone                        |
| 2011      | ф  | Березневі іди                           | The Ides of March                                                        | Том Даффі                                |
| 2011      | тф | На межі повного краху                   | Too Big to Fail                                                          | Ben Bernanke                             |
| 2011      | ф  | Похмілля-2: з Вегаса до Бангкока        | The Hangover: Part II                                                    | Кінґслі                                  |
| 2011      | ф  | Залізний лицар                          | Ironclad                                                                 | король Джон                              |
| 2011      | ф  | Перемагай                               | Win Win                                                                  | Майкл Флагерті                           |
| 2010      | с  | 30 потрясінь                            | 30 Rock                                                                  | Ritchie                                  |
| 2010      | ф  | За версією Барні / Три жінки Барні      | Barney's Version                                                         | Barney Panofsky                          |
| 2009      | в  |                                         | The Haunted World of El Superbeasto                                      | Dr. Satan (голос)                        |
| 2009      | ф  | Остання неділя                          | The Last Station                                                         | Владімір Чертков                         |
| 2009      | ф  | Подвійна гра                            | Duplicity                                                                | Дік (Річард) Ґарсік                      |
| 2009      | ф  | Холодні душі                            | Cold Souls                                                               | Paul Giamatti                            |
| 2008      | с  | Джон Адамс (міні-серіал)                | John Adams                                                               | Джон Адамс (7 епізодів)                  |
| 2008      | ф  | Гарний птах                             | Pretty Bird                                                              | Rick Honeycutt                           |
| 2007      | ф  | Фред Клаус, брат Санти                  | Fred Claus                                                               | Нік «Санта» Клаус                        |
| 2007      | ф  | Занадто гучна самотність                | Too Loud a Solitude                                                      | Hanta (голос)                            |
| 2007      | ф  | Щоденники няні                          | The Nanny Diaries                                                        | містер Ікс                               |
| 2007      | ф  | Пристрель їх                            | Shoot 'Em Up                                                             | Карл Гертц                               |
| 2006      | кф | Дивовижна насадка                       | The Amazing Screw-On Head                                                | Screw-On Head (голос)                    |
| 2006      | мф | Лихо мурашине                           | The Ant Bully                                                            | Стен Білс (голос)                        |
| 2006      | ф  | Дівчина з води                          | Lady in the Water                                                        | Клівленд Гіп                             |
| 2006      | ф  | Астерікс і вікінги                      | Astérix et les Vikings / Asterix og Vikingerne / Asterix and the Vikings | Asterix (English version, voice)         |
| 2006      | ф  | Ілюзіоніст                              | Illusionist                                                              | інспектор Вальтер Уль                    |
| 2006      | ф  | Яструб помирає                          | The Hawk Is Dying                                                        | George Gattling                          |
| 2005      | ф  | Нокдаун                                 | Cinderella Man                                                           | Джо Ґулд                                 |
| 2005      | кф | Вентилятор і квітка                     | The Fan and the Flower                                                   | оповідач                                 |
| 2005      | ф  | Роботи                                  | Robots                                                                   | охоронець воріт Тім (голос)              |
| 2004      | ф  | На узбіччі                              | Sideways                                                                 | Майлс Ремонд                             |
| 2003      | ф  | Час розплати                            | Paycheck                                                                 | Shorty                                   |
| 2003      | тф | Документи Пентагону                     | The Pentagon Papers                                                      | Anthony Russo                            |
| 2003      | ф  | Американська пишнота                    | American Splendor                                                        | Harvey Pekar                             |
| 2003      | ф  | Афера                                   | Confidence                                                               | Gordo                                    |
| 2002      | ф  | Грім у штанях                           | Thunderpants                                                             | Johnson J. Johnson                       |
| 2002      | ф  | Великий товстий брехун                  | Big Fat Liar                                                             | Marty Wolf                               |
| 2001      | ф  | Планета мавп                            | Planet of the Apes                                                       | Лімбо                                    |
| 2001      | ф  | Розповідь                               | Storytelling                                                             | Toby Oxman (segment "Non-Fiction")       |
| 2001      | мс | Король гори                             | King of the Hill                                                         | пан Маккей (голос)                       |
| 2000      | ф  | Дуети                                   | Duets                                                                    | Todd Woods                               |
| 2000      | ф  | Дім великої матусі                      | Big Momma's House                                                        | Джон Максвелл                            |
| 2000      | тф | Якби стіни могли говорити 2             | If These Walls Could Talk 2                                              | Ted Hedley (segment "1961")              |
| 1999      | ф  | Людина на Місяці                        | Man On The Moon                                                          | Боб Змуда                                |
| 1999      | с  | Американський досвід (док. фільм)       | American Experience                                                      | оповідач                                 |
| 1999      | ф  | Колиска буде гойдатися                  | Cradle Will Rock                                                         | Carlo                                    |
| 1998      | тф | Хрещений батько ефіру                   | Winchell                                                                 | Herman Kurfeld                           |
| 1998      | ф  | Ведмежатники                            | Safe Men                                                                 | Veal Chop                                |
| 1998      | ф  | Перемовник                              | The Negotiator                                                           | Руді Тімонс                              |
| 1998      | ф  | Врятувати рядового Раяна                | Saving Private Ryan                                                      | сержант Вільям Гілл                      |
| 1998      | ф  | Доктор Дулітл                           | Dr. Dolittle                                                             | Блейн Гаммерсміт                         |
| 1998      | ф  | Шоу Трумена                             | The Truman Show                                                          | Сімеон із контрольної кімнати            |
| 1998      | с  | Чудовий світ Діснея                     | The Wonderful World of Disney                                            | Джеремая Пайпер                          |
| 1998      | с  | Відділ убивств                          | Homicide: Life on the Street                                             | Гаррі Т'яркс                             |
| 1997      | ф  |                                         | A Further Gesture                                                        | працівник готелю                         |
| 1997      | ф  | Розбираючи Гаррі                        | Deconstructing Harry                                                     | професор Еббот                           |
| 1997      | ф  | Весілля мого найкращого друга           | My Best Friend's Wedding                                                 | коридорний                               |
| 1997      | ф  | Частини тіла                            | Private Parts                                                            | Кенні «Свиняча блювота» Раштон           |
| 1997      | ф  | Доні Браско                             | Donnie Brasco                                                            | співробітник ФБР                         |
| 1997      | ф  | Арешт Джини                             | Arresting Gena                                                           | детектив Вілсон                          |
| 1996      | вг |                                         | Ripper                                                                   | доктор Бад Кебл                          |
| 1996      | ф  |                                         | Breathing Room                                                           | George                                   |
| 1996      | с  |                                         | The Show                                                                 | Джеффрі Роффман                          |
| 1996      | ф  | До і після                              | Before and After                                                         | чоловік у залі суду                      |
| 1995      | ф  | Сабріна                                 | Sabrina                                                                  | Скотт                                    |
| 1995      | с  | Новини Нью-Йорка                        | New York News                                                            | доктор Варгнер                           |
| 1995      | ф  | Велика Афродіта                         | Mighty Aphrodite                                                         | дослідник                                |
| 1994      | с  | Поліція Нью-Йорка                       | NYPD Blue                                                                | чоловік у спальнику                      |
| 1992      | ф  | Одинаки                                 | Singles                                                                  | чоловік                                  |
| 1991      | ф  | Після опівночі                          | Past Midnight                                                            | Леррі Кеніп                              |
| 1990      | тф |                                         | She'll Take Romance                                                      | провокатор                               |

### Інші роботи
| Рік       |   | Українська назва | Оригінальна назва | Роль                |
| --------- | - | ---------------- | ----------------- | ------------------- |
| 2018—2019 | с | Ложа 49          | Lodge 49          | виконавчий продюсер |

## Нагороди і номінації

### «Оскар»
«Оскар» — премія Американської кіноакадемії.
| Рік                  | Категорія                            | Фільм                    | Оцінка    |
| -------------------- | ------------------------------------ | ------------------------ | --------- |
| 2006 78-ма церемонія | Найкраща чоловіча роль другого плану | Нокдаун (Cinderella Man) | Номінація |

### «Золотий глобус»
«Золотий глобус» — премія Асоціації іноземної преси Голлівуду.
| Рік  | Категорія                                                                    | Фільм                                                 | Оцінка    |
| ---- | ---------------------------------------------------------------------------- | ----------------------------------------------------- | --------- |
| 2024 | Найкраща чоловіча роль (комедія або мюзикл)                                  | Залишені (The Holdovers)                              | Перемога  |
| 2012 | Найкраща чоловіча роль другого плану (телесеріал, міні-серіал або телефільм) | На межі повного краху (Too Big to Fail)               | Номінація |
| 2011 | Найкраща чоловіча роль (комедія або мюзикл)                                  | За версією Барні / Три жінки Барні (Barney's Version) | Перемога  |
| 2009 | Найкраща чоловіча роль (міні-серіал або телефільм)                           | Джон Адамс (John Adams)                               | Перемога  |
| 2006 | Найкраща чоловіча роль другого плану (кінофільм)                             | Нокдаун (Cinderella Man)                              | Номінація |
| 2005 | Найкраща чоловіча роль (комедія або мюзикл)                                  | На узбіччі / Sideways                                 | Номінація |

### «Еммі»
Прайм-тайм премія «Еммі» — головна нагорода Американської телевізійної академії.
| Рік  | Категорія                                                   | Фільм                                    | Оцінка    |
| ---- | ----------------------------------------------------------- | ---------------------------------------- | --------- |
| 2015 | Найкращий запрошений актор комедійного серіалу              | Усередині Емі Шумер / Inside Amy Schumer | Номінація |
| 2014 | Найкращий запрошений актор драматичного серіалу             | Абатство Даунтон / Downton Abbey         | Номінація |
| 2011 | Найкращий актор другого плану в міні-серіалі або кінофільмі | На межі повного краху (Too Big to Fail)  | Номінація |
| 2008 | Найкращий актор в міні-серіалі або кінофільмі               | Джон Адамс (John Adams)                  | Перемога  |

### Інші нагороди
| Рік  | Нагорода                                                         | Категорія                                                                   | Фільм                                                              | Оцінка      |
| ---- | ---------------------------------------------------------------- | --------------------------------------------------------------------------- | ------------------------------------------------------------------ | ----------- |
| 2024 | «Вибір критиків»                                                 | Найкращий актор                                                             | Залишені / The Holdovers                                           | Перемога    |
| 2018 | «Вибір критиків»                                                 | Найкращий актор у драматичному телесеріалі                                  | Мільярди / Billions                                                | Номінація   |
| 2016 | Actor / Screen Actors Guild Awards                               | Outstanding Performance by a Cast in a Motion Picture                       | Просто із Комптона / Straight Outta Compton                        | Номінація   |
| 2015 | BFCC Award / Black Film Critics Circle Awards                    | Best Ensemble                                                               | Просто із Комптона / Straight Outta Compton                        | Перемога    |
| 2014 | Annie Awards                                                     | Outstanding Achievement in Voice Acting in an Animated Feature Production   | Турбо / Turbo                                                      | Номінація   |
| 2014 | Gold Derby Award                                                 | Ensemble Cast                                                               | 12 років рабства / 12 Years a Slave                                | Номінація   |
| 2014 | Actor / Screen Actors Guild Awards                               | Outstanding Performance by a Cast in a Motion Picture                       | 12 років рабства / 12 Years a Slave                                | Номінація   |
| 2014 | Seattle Film Critics Award                                       | Best Ensemble Cast                                                          | 12 років рабства / 12 Years a Slave                                | Номінація   |
| 2013 | BFCC Award / Black Film Critics Circle Awards                    | Best Ensemble                                                               | 12 років рабства / 12 Years a Slave                                | Перемога    |
| 2013 | PFCS Award / Phoenix Film Critics Society Awards                 | Best Acting Ensemble                                                        | 12 років рабства / 12 Years a Slave                                | Номінація   |
| 2013 | PFCS Award / Phoenix Film Critics Society Awards                 | Best Acting Ensemble                                                        | Порятунок містера Бенкса / Saving Mr. Banks                        | Номінація   |
| 2012 | COFCA Award / Central Ohio Film Critics Association              | Best Ensemble                                                               | Березневі іди / The Ides of March                                  | Номінація   |
| 2012 | IOMA / Italian Online Movie Awards                               | Miglior attore non protagonista (Best Supporting Actor)                     | Березневі іди / The Ides of March                                  | Номінація   |
| 2012 | Actor / Screen Actors Guild Awards                               | Outstanding Performance by a Male Actor in a Television Movie or Miniseries | На межі повного краху (Too Big to Fail)                            | Перемога    |
| 2011 | EDA Special Mention Award / Alliance of Women Film Journalists   | Most Egregious Age Difference Between the Leading Man and the Love Interest | За версією Барні / Три жінки Барні (Barney's Version)              | Номінація   |
| 2011 | Genie / Genie Awards                                             | Best Performance by an Actor in a Leading Role                              | За версією Барні / Три жінки Барні (Barney's Version)              | Перемога    |
| 2011 | Gold Derby Award                                                 | TV Movie/Mini Supporting Actor                                              | На межі повного краху (Too Big to Fail)                            | Номінація   |
| 2011 | IFJA Award / Indiana Film Journalists Association, US            | Best Actor                                                                  | Перемагай / Win Win                                                | Перемога    |
| 2011 | OFTA Television Award / Online Film & Television Association     | Best Supporting Actor in a Motion Picture or Miniseries                     | На межі повного краху (Too Big to Fail)                            | Перемога    |
| 2011 | OFTA Television Award / Online Film & Television Association     | Best Guest Actor in a Comedy Series                                         | 30 потрясінь / 30 Rock                                             | Номінація   |
| 2011 | VFCC Award / Vancouver Film Critics Circle                       | Best Actor in a Canadian Film                                               | За версією Барні / Три жінки Барні (Barney's Version)              | Перемога    |
| 2009 | Gold Derby Award                                                 | TV Movie/Mini Actor of the Decade                                           | Джон Адамс (John Adams)                                            | Номінація   |
| 2009 | Gotham Awards / Gotham Independent Film Award                    | Best Ensemble Performance                                                   | Замерзлі душі / Cold Souls                                         | Номінація   |
| 2009 | KVIFF / [[Міжнародний кінофестиваль у Карлових Варах]]           | Best Actor                                                                  | Замерзлі душі / Cold Souls                                         | Перемога    |
| 2009 | Actor / Screen Actors Guild Awards                               | Outstanding Performance by a Male Actor in a Television Movie or Miniseries | Джон Адамс (John Adams)                                            | Перемога    |
| 2008 | Gold Derby Award                                                 | TV Movie/Mini Actor                                                         | Джон Адамс (John Adams)                                            | Перемога    |
| 2008 | Golden Nymph / Monte-Carlo TV Festival                           | Outstanding Actor — Mini Series                                             | Джон Адамс (John Adams)                                            | Перемога    |
| 2008 | OFTA Television Award / Online Film & Television Association     | Best Actor in a Motion Picture or Miniseries                                | Джон Адамс (John Adams)                                            | Перемога    |
| 2008 | Golden Satellite Award / Satellite Award                         | Best Actor in a Miniseries or a Motion Picture Made for Television          | Джон Адамс (John Adams)                                            | Перемога    |
| 2008 | TCA Award / Television Critics Association Awards                | Individual Achievement in Drama                                             | Джон Адамс (John Adams)                                            | Перемога    |
| 2006 | Critics Choice Award / Broadcast Film Critics Association Awards | Best Supporting Actor                                                       | Нокдаун (Cinderella Man)                                           | Перемога    |
| 2006 | CFCA Award / Chicago Film Critics Association Awards             | Best Supporting Actor                                                       | Нокдаун (Cinderella Man)                                           | Номінація   |
| 2006 | Gold Derby Award                                                 | Supporting Actor                                                            | Нокдаун (Cinderella Man)                                           | Номінація   |
| 2006 | INOCA / International Online Cinema Awards                       | Best Supporting Actor                                                       | Нокдаун (Cinderella Man)                                           | Номінація   |
| 2006 | IFC Award / Iowa Film Critics Awards                             | Best Supporting Actor                                                       | Нокдаун (Cinderella Man)                                           | Перемога    |
| 2006 | IOMA / Italian Online Movie Awards                               | Miglior attore non protagonista (Best Supporting Actor)                     | Нокдаун (Cinderella Man)                                           | Номінація   |
| 2006 | OFTA Television Award / Online Film & Television Association     | Best Supporting Actor                                                       | Нокдаун (Cinderella Man)                                           | Номінація   |
| 2006 | OFCS Award / Online Film Critics Society Awards                  | Best Supporting Actor                                                       | Нокдаун (Cinderella Man)                                           | Номінація   |
| 2006 | Sant Jordi / Sant Jordi Awards                                   | Mejor Actor Extranjero (Best Foreign Actor)                                 | Cinderella Man (2005) / Sideways (2004) / American Splendor (2003) | Перемога    |
| 2006 | Actor / Screen Actors Guild Awards                               | Outstanding Performance by a Male Actor in a Supporting Role                | Нокдаун (Cinderella Man)                                           | Перемога    |
| 2006 | VFCC Award / Vancouver Film Critics Circle                       | Best Supporting Actor                                                       | Нокдаун (Cinderella Man)                                           | Номінація   |
| 2005 | ACCA / Awards Circuit Community Awards                           | Best Actor in a Supporting Role                                             | Нокдаун (Cinderella Man)                                           | Номінація   |
| 2005 | BSFC Award / Boston Society of Film Critics Awards               | Best Supporting Actor                                                       | Нокдаун (Cinderella Man)                                           | Перемога    |
| 2005 | Critics Choice Award / Broadcast Film Critics Association Awards | Best Acting Ensemble                                                        | На узбіччі / Sideways                                              | Перемога    |
| 2005 | Critics Choice Award / Broadcast Film Critics Association Awards | Best Actor                                                                  | На узбіччі / Sideways                                              | Номінація   |
| 2005 | COFCA Award / Central Ohio Film Critics Association              | Best Ensemble                                                               | На узбіччі / Sideways                                              | Номінація   |
| 2005 | Chlotrudis Award                                                 | Best Actor                                                                  | На узбіччі / Sideways                                              | Номінація   |
| 2005 | DFWFCA Award / Dallas-Fort Worth Film Critics Association Awards | Best Actor                                                                  | На узбіччі / Sideways                                              | Перемога    |
| 2005 | DFWFCA Award / Dallas-Fort Worth Film Critics Association Awards | Best Supporting Actor                                                       | Нокдаун (Cinderella Man)                                           | Номінація   |
| 2005 | Fantasporto / Directors' Week Award                              | Best Actor                                                                  | На узбіччі / Sideways                                              | Перемога    |
| 2005 | Independent Spirit Award / Film Independent Spirit Awards        | Best Male Lead                                                              | На узбіччі / Sideways                                              | Перемога    |
| 2005 | Gold Derby Award                                                 | Lead Actor                                                                  | На узбіччі / Sideways                                              | Перемога    |
| 2005 | Gold Derby Award                                                 | Ensemble Cast                                                               | На узбіччі / Sideways                                              | Номінація   |
| 2005 | Golden Schmoes / Golden Schmoes Awards                           | Best Supporting Actor of the Year                                           | Нокдаун (Cinderella Man)                                           | Номінація   |
| 2005 | IFC Award / Iowa Film Critics Awards                             | Best Actor                                                                  | На узбіччі / Sideways                                              | Перемога    |
| 2005 | KCFCC Award / Kansas City Film Critics Circle Awards             | Best Supporting Actor                                                       | Нокдаун (Cinderella Man)                                           | Перемога    |
| 2005 | ALFS Award / London Critics Circle Film Awards                   | Actor of the Year                                                           | На узбіччі / Sideways                                              | Номінація   |
| 2005 | NSFC Award / National Society of Film Critics Awards, USA        | Best Actor                                                                  | На узбіччі / Sideways                                              | Номінація   |
| 2005 | OFTA Television Award / Online Film & Television Association     | Best Actor                                                                  | На узбіччі / Sideways                                              | Номінація   |
| 2005 | OFCS Award / Online Film Critics Society Awards                  | Best Actor                                                                  | На узбіччі / Sideways                                              | Перемога    |
| 2005 | Golden Satellite Award / Satellite Award                         | Best Actor in a Motion Picture, Comedy or Musical                           | На узбіччі / Sideways                                              | Номінація   |
| 2005 | Actor / Screen Actors Guild Awards                               | Outstanding Performance by a Cast in a Motion Picture                       | На узбіччі / Sideways                                              | Перемога    |
| 2005 | Actor / Screen Actors Guild Awards                               | Outstanding Performance by a Male Actor in a Leading Role                   | На узбіччі / Sideways                                              | Номінація   |
| 2005 | SEFCA Award / Southeastern Film Critics Association Awards       | Best Supporting Actor                                                       | Нокдаун (Cinderella Man)                                           | Перемога    |
| 2005 | SLFCA Award / St. Louis Film Critics Association, US             | Best Supporting Actor                                                       | Нокдаун (Cinderella Man)                                           | Номінація   |
| 2005 | TFCA Award / Toronto Film Critics Association Awards             | Best Supporting Performance, Male                                           | Нокдаун (Cinderella Man)                                           | Перемога    |
| 2005 | Comedy Film Honor / US Comedy Arts Festival                      | Best Actor                                                                  | На узбіччі / Sideways                                              | Перемога    |
| 2005 | UFCA Award / Utah Film Critics Association Awards                | Best Supporting Actor                                                       | Нокдаун (Cinderella Man)                                           | Номінація   |
| 2005 | VFCC Award / Vancouver Film Critics Circle                       | Best Actor                                                                  | На узбіччі / Sideways                                              | Номінація   |
| 2005 | WAFCA Award / Washington DC Area Film Critics Association Awards | Best Supporting Actor                                                       | Нокдаун (Cinderella Man)                                           | Перемога    |
| 2004 | ACCA / Awards Circuit Community Awards                           | Best Cast Ensemble                                                          | На узбіччі / Sideways                                              | Перемога    |
| 2004 | ACCA / Awards Circuit Community Awards                           | Best Actor in a Leading Role                                                | На узбіччі / Sideways                                              | Номінація   |
| 2004 | BSFC Award / Boston Society of Film Critics Awards               | Best Ensemble Cast                                                          | На узбіччі / Sideways                                              | Перемога    |
| 2004 | BSFC Award / Boston Society of Film Critics Awards               | Best Actor                                                                  | На узбіччі / Sideways                                              | Номінація   |
| 2004 | CFCA Award / Chicago Film Critics Association Awards             | Best Actor                                                                  | Американська пишнота / American Splendor                           | Номінація   |
| 2004 | CFCA Award / Chicago Film Critics Association Awards             | Best Actor                                                                  | На узбіччі / Sideways                                              | Перемога    |
| 2004 | Chlotrudis Award                                                 | Best Actor                                                                  | Американська пишнота / American Splendor                           | Номінація   |
| 2004 | DFWFCA Award / Dallas-Fort Worth Film Critics Association Awards | Best Actor                                                                  | Американська пишнота / American Splendor                           | Номінація   |
| 2004 | Independent Spirit Award / Film Independent Spirit Awards        | Best Male Lead                                                              | Американська пишнота / American Splendor                           | Номінація   |
| 2004 | LAFCA Award / Los Angeles Film Critics Association Awards        | Best Actor                                                                  | На узбіччі / Sideways                                              | Номінація   |
| 2004 | NSFC Award / National Society of Film Critics Awards, USA        | Best Actor                                                                  | Американська пишнота / American Splendor                           | Номінація   |
| 2004 | NYFCC Award / New York Film Critics Circle Awards                | Best Actor                                                                  | На узбіччі / Sideways                                              | Перемога    |
| 2004 | OFCS Award / Online Film Critics Society Awards                  | Best Actor                                                                  | Американська пишнота / American Splendor                           | Номінація   |
| 2004 | PFCS Award / Phoenix Film Critics Society Awards                 | Best Performance by an Actor in a Leading Role                              | Американська пишнота / American Splendor                           | Номінація   |
| 2004 | PFCS Award / Phoenix Film Critics Society Awards                 | Best Ensemble Acting                                                        | На узбіччі / Sideways                                              | Перемога    |
| 2004 | SFFCC Award / San Francisco Film Critics Circle                  | Best Actor                                                                  | На узбіччі / Sideways                                              | Перемога    |
| 2004 | Golden Satellite Award / Satellite Award                         | Best Actor in a Motion Picture, Comedy or Musical                           | Американська пишнота / American Splendor                           | Номінація   |
| 2004 | SEFCA Award / Southeastern Film Critics Association Awards       | Best Actor                                                                  | На узбіччі / Sideways                                              | Номінація   |
| 2004 | TFCA Award / Toronto Film Critics Association Awards             | Best Performance, Male                                                      | На узбіччі / Sideways                                              | Перемога    |
| 2004 | VVFP Award / Village Voice Film Poll                             | Best Performance                                                            | На узбіччі / Sideways                                              | друге місце |
| 2004 | WFCC Award / Women Film Critics Circle Awards                    | Best Actor                                                                  | На узбіччі / Sideways                                              | Перемога    |
| 2003 | NBR Award / National Board of Review, USA                        | Breakthrough Performance by an Actor                                        | Американська пишнота / American Splendor                           | Перемога    |
| 2003 | Seattle Film Critics Award                                       | Best Actor                                                                  | Американська пишнота / American Splendor                           | Номінація   |
| 2003 | VVFP Award / Village Voice Film Poll                             | Best Performance                                                            | Американська пишнота / American Splendor                           | сьоме місце |
| 2001 | Blockbuster Entertainment Awards                                 | Favorite Supporting Actor — Comedy                                          | Дім великої матусі / Big Momma's House                             | Номінація   |

### Виноски
1. 1 2 3 4  Paul Giamatti: Biography (англ.). Internet Movie Database. Процитовано 11 січня 2014.
2. ↑  Deutsche Nationalbibliothek Record #135433223 // Gemeinsame Normdatei — 2012—2016.
3. ↑  SNAC — 2010.
4. 1 2 3  Paul Giamatti Biography (англ.). Filmreference.com. Процитовано 11 січня 2014.
5. 1 2 3  Пол Джаматті. Kino-teatr.ua. Процитовано 11 січня 2014.
6. ↑  Paul Giamatti (англ.). Movies.yahoo.com. Процитовано 11 січня 2014.
7. ↑  Experts' Predictions